# Ітельменська мова
Західно-ітельменська мова або камчадальська мова (застаріла назва) — мова ітельменів, одна з мов чукотсько-камчатської сім'ї (приналежність ітельменської мови до чукотсько-камчатських визнається не всіма дослідниками). Досить часто ітельменську гілку виділяють в окрему мовну сім'ю.

## Поширення
Ітельменська мова була поширена на півострові Камчатка (північна межа розповсюдження — 58° з. ш.) по західному (Охотському) і східному (Тихоокеанському) узбережжі, аж до мису Лопатка (південний край півострова); за даними деяких авторів (Р. Стеллер, Л. І. Шренк), ітельмени жили і на північних островах Курильської гряди.
У XVIII—XIX століттях ітельменська мовна спільність поділялася на три територіальні групи, які, мабуть, були трьома мовами ітельменської групи: східна мова (Тихоокеанське узбережжя), південна мова (південна частина півострова по обох берегах), західна мова (Охотське узбережжя). Досі збереглася лише західна ітельменська мова.
Поширена в Тігільському районі колишнього Коряцького автономного округу (західне узбережжя Камчатки). Число тих, що говорять — близько 400 чол. за переписом 2002 року; всі вони також вільно володіють російською мовою.
Ітельменська мова не стандартизована, наддіалектних форм не має. Ітельменська міфологія записана в російському переказі. Мова фольклору (є тільки записи XX століттяа, західна мова) не виявляє специфічних особливостей порівняно з розмовною мовою. Літератури ітельменською мовою немає.

## Діалекти
Західна ітельменська мова представлена двома діалектами — південним (переважа серед тих хто говорить по-ітельменськи; прийнятий за літературний) і седанкинським, або північним (жителі колишнього селища Седанка у верхній течії річки Тігіль).

## Писемність
Писемність на базі латинської графіки була введена в 1932 (видані буквар і підручник арифметики). Викладання по букварю 1932 року (автор — етнограф Е. П. Орлова, під керівництвом якої працювала група студентів — ітельменів) тривала декілька років; але після перекладу північних алфавітів на кириличну основу в кінці 1930-х років ітельменська писемність була відмінена. Ітельменська мова стала неписьменною і залишалася такою майже півстоліття.
Ітельменська абетка на латинській основі
| A a | B в | C c | D d | E e | F f | G g | H h |
| I i | Ь ь | J j | K k | L l | Ł ł | M m | N n |
| Ŋ ŋ | O o | P p | Q q | R r | S s | T t | U u |
| W w | X x | Z z |     |     |     |     |     |

Сучасний ітельменський алфавіт був створений в 1984 році на кириличній основі і в 1988 році був затверджений міністерством освіти РРФСР. Повторно ітельменський буквар був створений в 1988. Опубліковані також шкільний ітельменсько-російський і російсько-ітельменський словник та підручник для другого класу. У 1993 ітельменський буквар був перевиданий. Ітельменська мова викладається як предмет в початкових класах, але вчителі не володіють ним що так само, як і учні.
В даний час робиться переклад Євангелія від Луки на ітельменську мову.
Вся ця література видається на південному діалекті.
Сучасний ітельменський алфавіт:
| А а | Ă ă | Б б   | В в | Г г | Д д   | Е е   | Ё ё   |
| Ж ж | З з | И и   | Й й | К к | К’ к’ | Ӄ ӄ   | Ӄ’ ӄ’ |
| Л л | Љ љ | Ӆ ӆ   | М м | Н н | Њ њ   | Ӈ ӈ   | О о   |
| Ŏ ŏ | П п | П’ п’ | Р р | С с | Т т   | Т’ т’ | У у   |
| Ў ў | Ф ф | Х х   | Ҳ ҳ | Ц ц | Ч ч   | Ч’ ч’ | Ш ш   |
| Щ щ | Ъ ъ | Ы ы   | Ь ь | Ә ә | Э э   | Ю ю   | Я я   |

## Приклад
«Заповіт» Т. Шевченка ітельменською мовою (переклала Клавдія Халоймова)
| ӃТХИӅХКМИӇСХ Ит'э т'изалкичэн кәмма, Кқэ'мсатумиңсх ңэйңэнк, Мизвин сәмтэнк, котлаҳ усхэнк, Хнита'ин Украйнанк. Тәлчкасчэ'н усхэ'н охэплаҳа'н Днэпран коткот, әннан э'лэ'н, Т'илфсасчэн хәрвәрвэкил,ҳ Днэпран қ'эфқ'эф охэплаҳ. Ит'э мл, имэ'н ҳақэла'а'н Днэпранк нтхлал, кичэн Украйнх'ал, Ифа сәмт мизвин ткиллал, чэн Тсэңал, кичэн ностахчҳанкэ, Тэқэнокэ — ифа, ифа Кәмма нустахчах, хиқ т'исчэн. Кәмма қэ'мсатуки қтэкэйсх, Ҳэзу'н, фасхсэ'н, лыл, э'н қтэсхэнсх, Ҳақэла'ан мл, им хэктвэлаҳ Ханкэ сәмтанкэ мнил, қлыноэсх. Кңалос ифалах, суньл,қзахэн, Ифа кәмма, ч'амзанласха, Әнтхвақ қил, миңсх, кәмма қтил, хкмиңсх Тэңланьл, кэрвэл, хэтномал,. |

Джерело: Українська бібліотека